# Gillian Ferrari
Gillian Ferrari (Thornhill, 23 giugno 1980) è una hockeista su ghiaccio canadese.
Ha vinto la medaglia d'oro olimpica con la nazionale femminile canadese di hockey su ghiaccio alle Olimpiadi invernali 2006 svoltesi a Torino, vincendo il torneo femminile.
Ha vinto inoltre due medaglie d'oro (2004 e 2007) e due medaglie d'argento (2008 e 2009) nelle sue partecipazioni ai campionati mondiali di hockey su ghiaccio femminile.